# Kintarō
Kintarō (金太郎), habitualment traduït com "noi d'or", és un heroi del folklore japonès. Un nen molt forçut criat per una bruixa al mont Ashigara. Es va fer amic dels animals de la muntanya i, més tard, després d'haver capturat en Shutendôji, el terror de la regió, esdevingué deixeble del samurai Minamoto no Yorimitsu, prenent el nom de Sakata no Kintoki (坂田公時). És un personatge popular en els gèneres del noh i del kabuki. S'exhibeixen nines Kintarō durant la festa dels nens, la Tango no Sekku (端午の節句), perquè els nens esdevinguin tan forts i valents com en Kintarō.

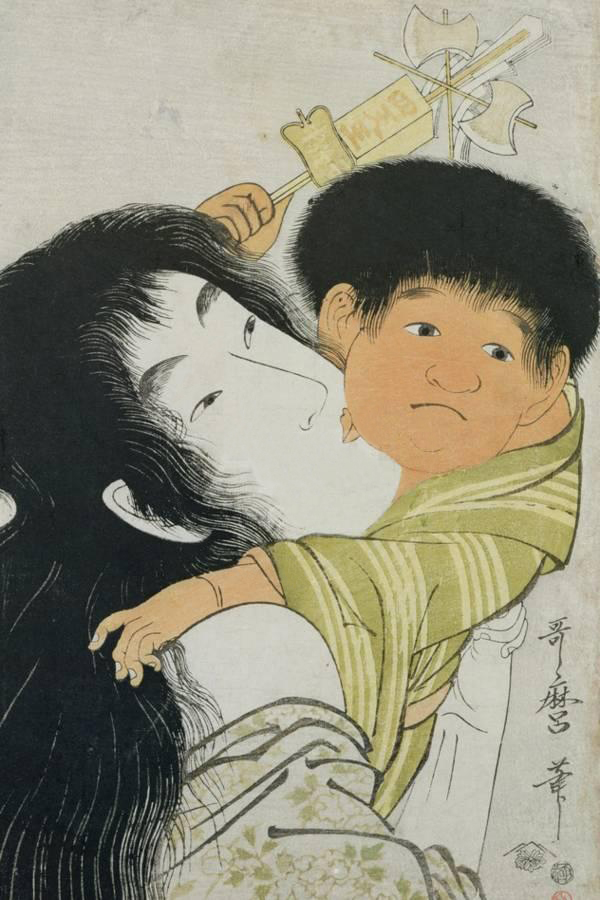
Kintarō i Yama-Uba, per Kitagawa Utamaro

Es diu que el personatge de Kintarō està basat en la vida d'un home anomenat Sakata no Kintoki, del període Heian, nascut on avui dia es troba la ciutat de Minami-Ashigara. Fou un servent del samurai Minamoto no Yorimitsu i es va fer famós pels seus dots de guerrer. La seva llegenda, però, va anar canviant i creixent amb el pas dels segles.

## Llegenda

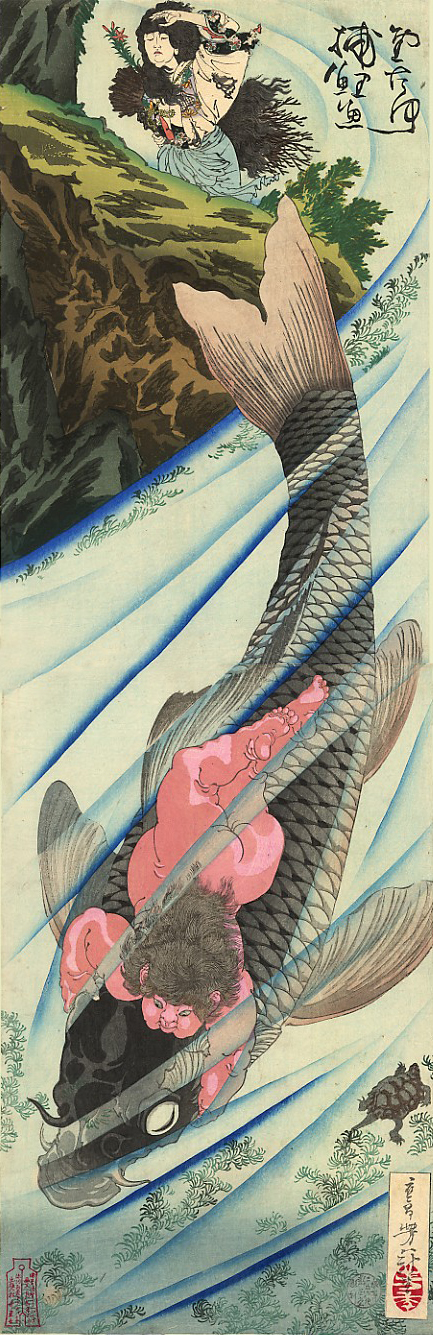
Un jove Kintarō lluita amb una carpa gegantina en una obra de Yoshitoshi

De llegendes sobre la infància de Kintarō, n'hi ha moltes. En una d'elles el cria la seva mare, la princesa Yaegiri, filla d'un home ric anomenat Shiman-chôja, en el poble de Jizodo, a prop del mont Kintoki. En una altra llegenda la seva mare li dona la vida on avui dia es troba la ciutat de Sakata, però per conflictes entre el seu marit (un samurai anomenat Sakata) i l'oncle d'aquest es veu obligada a fugir amb el seu fill. S'instal·la aleshores en els boscos del mont Kintoki per criar-lo. Es diu també que la veritable mare d'en Kintarō el va abandonar, o que es va morir deixant-lo orfe, i que qui el va criar va ser la bruixa Yama-uba. Una altra versió de la llegenda diu que la mare d'en Kintarō el va criar al bosc, però que es va tornar tan pàl·lida que va ser anomenada Yama-uba. En una altra versió més fantasiosa, Yama-uba és la mare d'en Kintarō i li va donar vida mitjançant un llamp enviat pel drac roig del mont Ashigara.
Totes les llegendes coincideixen en el fet que en Kintarō fou actiu i infatigable, molsut, de bona salut i vestit amb un pitet on hi estava escrit l'ideograma xinès "or" (金 kin). La seva altra única possessió era una destral (símbol xinès del tro). És autoritari amb els altres nens, però com en la majoria de versions de la llegenda no hi ha d'altres nens al bosc, senzillament els seus principals amics són els animals dels monts Kintoki i Ashigara. Disposa d'una força descomunal, capaç de reduir les roques en pols, arrencar els arbres del terra i manipular-ne les branques com si fossin branquetes. Els seus amics animals li serveixen de missatgers o de mitjà de transport. Algunes llegendes diuen que aprengué a parlar-los. D'altres expliquen les aventures que va tenir amb dimonis i monstres, les seves baralles de sumo amb ossos o l'ajuda que aportava als llenyataires.
Quan esdevingué adult canvià el seu nom pel de Sakata no Kintoki. Conegué el samurai Minamoto no Yorimitsu quan aquest passà pel mont Kintoki. Yorimitsu, impressionat per la seva força, el prengué com a servent a la seva residència de Kyoto. Allà en Kintarō aprengué les arts marcials i esdevingué més tard el cap dels Shi Tenno de Yorimitsu, guanyant així fama i renom per la seva força i els seus coneixements de les arts marcials. Se'n va anar aleshores a buscar a la seva mare (en les llegendes en les que encara viu) i se l'endugué a viure a Kyoto.

## Kintarō en el Japó modern
Kintarō és una figura molt popular al Japó, la seva imatge es veu a tot arreu, des d'estàtues fins a la literatura infantil, en l'anime, en el manga i en figures articulades. Els caramels Kintarō, els Kintarō-ame, existeixen des del període Edo: el caramel té forma cilíndrica i la cara d'en Kintarō és constantment visible a l'interior de la secció circular del cilindre, se'l talli per on se'l talli.
Existeix un santuari dedicat a Kintarō als peus del mont Kintoki, en la regió de Hakone, a prop de Tòquio. A prop d'allà es troba una roca que, segons es diu, va ser partida per la meitat pel mateix Kintarō.